# Sint-Petruskerk (Wenen)
De Sint-Petruskerk (Duits: Peterskirche) is een kerkgebouw in Wenen uit de 18e eeuw en staat aan de Petersplatz.

## De oude kerk
De eerste Sint-Pieterskerk, waarvan vandaag de dag geen zichtbare overblijfselen meer te zien zijn, dateerde uit de late oudheid en was daarmee de oudste kerk en parochie in de stad Wenen. De kerk werd in de tweede helft van de 4e eeuw gebouwd door een barakgebouw van het Romeinse kamp Vindobona om te bouwen tot een kerk met één zaal van het basilicale type.
Verdere verbouwingen volgden en het gebouw werd later gotisch gemaakt, waarbij het schip in drie ongelijke zijbeuken werd verdeeld. De toren was rechthoekig en had drie verdiepingen, met vieringtorens op de hoeken, met daarboven een centrale, hogere toren met een kruis. Hoe het interieur van deze kerk eruitzag is onbekend. Alleen van de laatgotische Valentijnskapel, toegevoegd in 1399, zijn stenen retabels uit 1510/15 bewaard gebleven. De kerk werd omringd door kruidenierswinkels en in een bijgebouw was de "stadswacht" gevestigd, de voorloper van de moderne politie.
De kerk zelf zou zijn gesticht door keizer Karel de Grote rond 792, maar dit is niet bewezen. De eerste gedocumenteerde vermelding van een kerk van Sint-Pieter in Wenen is in 1137 (als onderdeel van de voorgeschiedenis voor de bouw van de Stephansdomkerk, waarop ook de parochierechten van Sint-Pieter zouden overgaan). Tegen het einde van de 12e eeuw viel de kerk toe aan het Schottenstift. In 1661 brandde het gebouw af en werd het slechts provisorisch hersteld. De beslissing om een nieuwe kerk te bouwen werd echter pas in 1676 genomen, toen de Aartsbroederschap van de Allerheiligste Drie-eenheid er haar intrek nam.

## De huidige kerk
Het kerkgebouw heeft een ronde vorm en is tot op zekere hoogte gebaseerd op de Sint-Pietersbasiliek in Vaticaanstad. Diverse architecten hebben aan de kerk gewerkt, onder wie Gabriele Montani. De kerk heeft een rijk interieur, met onder andere een preekstoel van beeldhouwer Matthias Steindl uit 1716. Ook liggen er rechts onder het altaar skeletten van vroegchristelijke martelaren, die eerst in de catacomben van de Sint-Pieter in Vaticaanstad lagen.
Tevens bevinden zich verschillende fresco's van J.M. Rottmayr in de koepel. Deze fresco's verbeelden de Maria-Hemelvaart. Verder staat er rechts naast het koor een beeld van de heilige Johannes Nepomuk, gemaakt door Lorenzo Mattielli uit 1729.

## Galerij

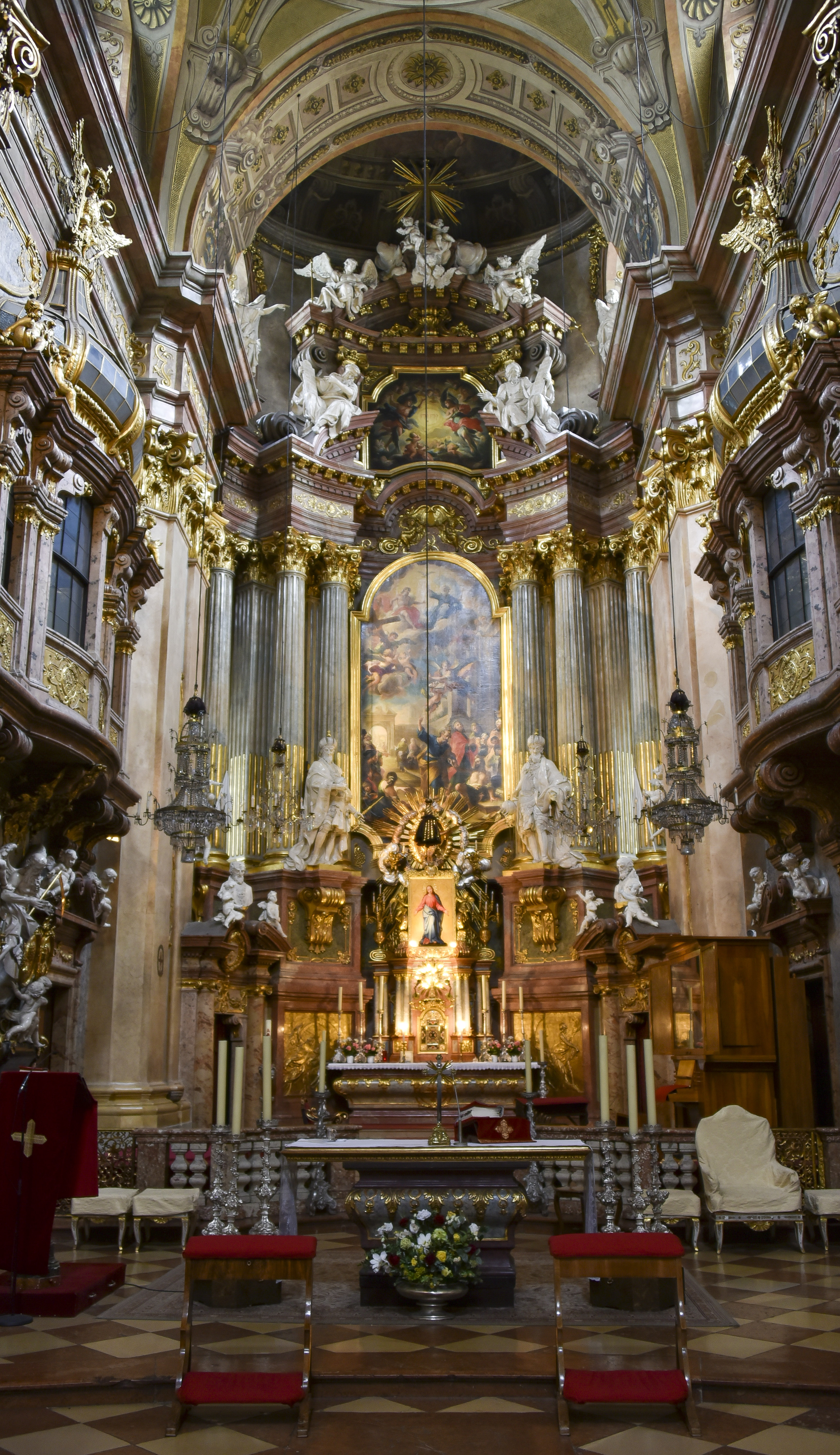
Hoogaltaar
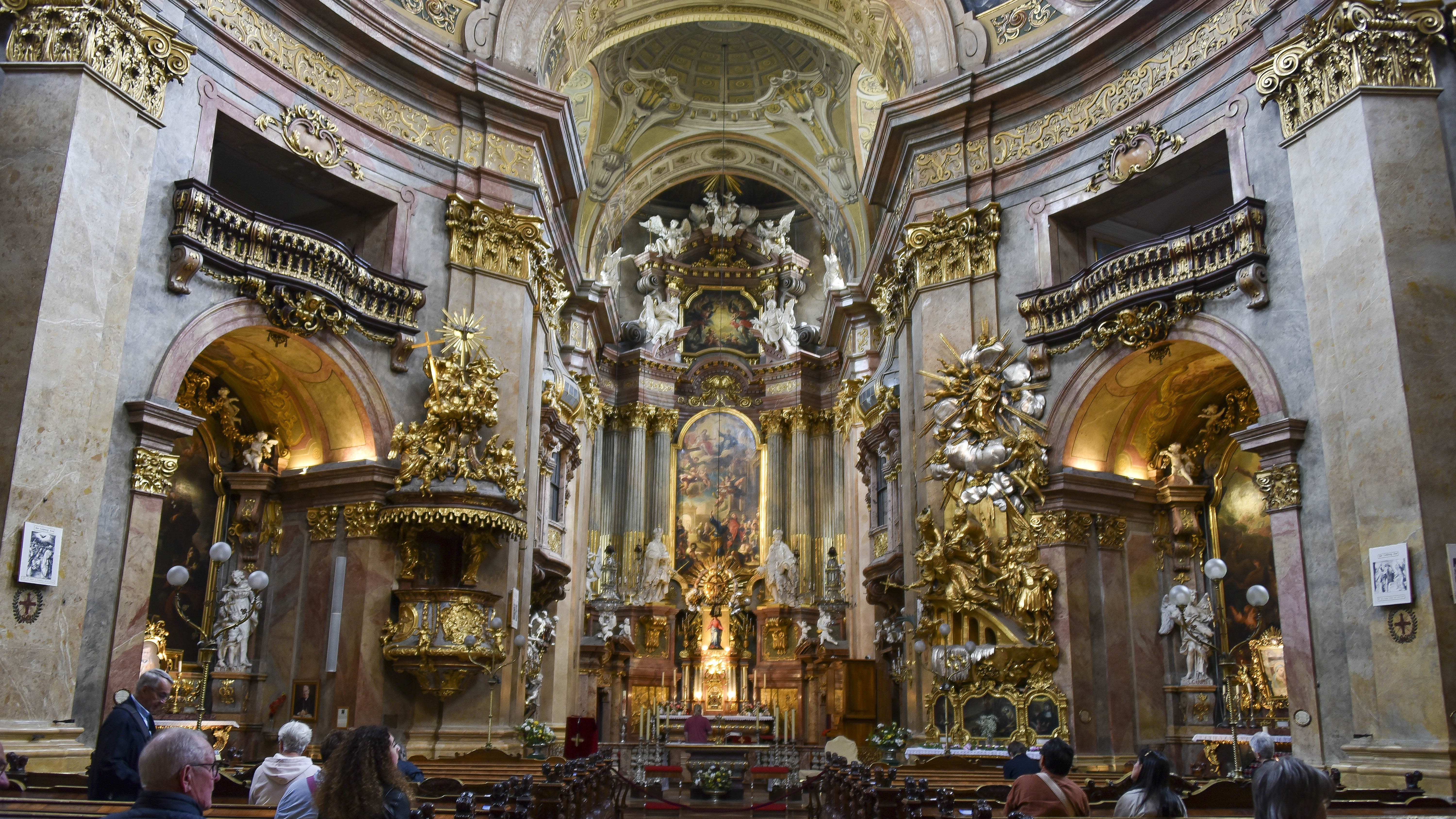
Kerkschip en koor
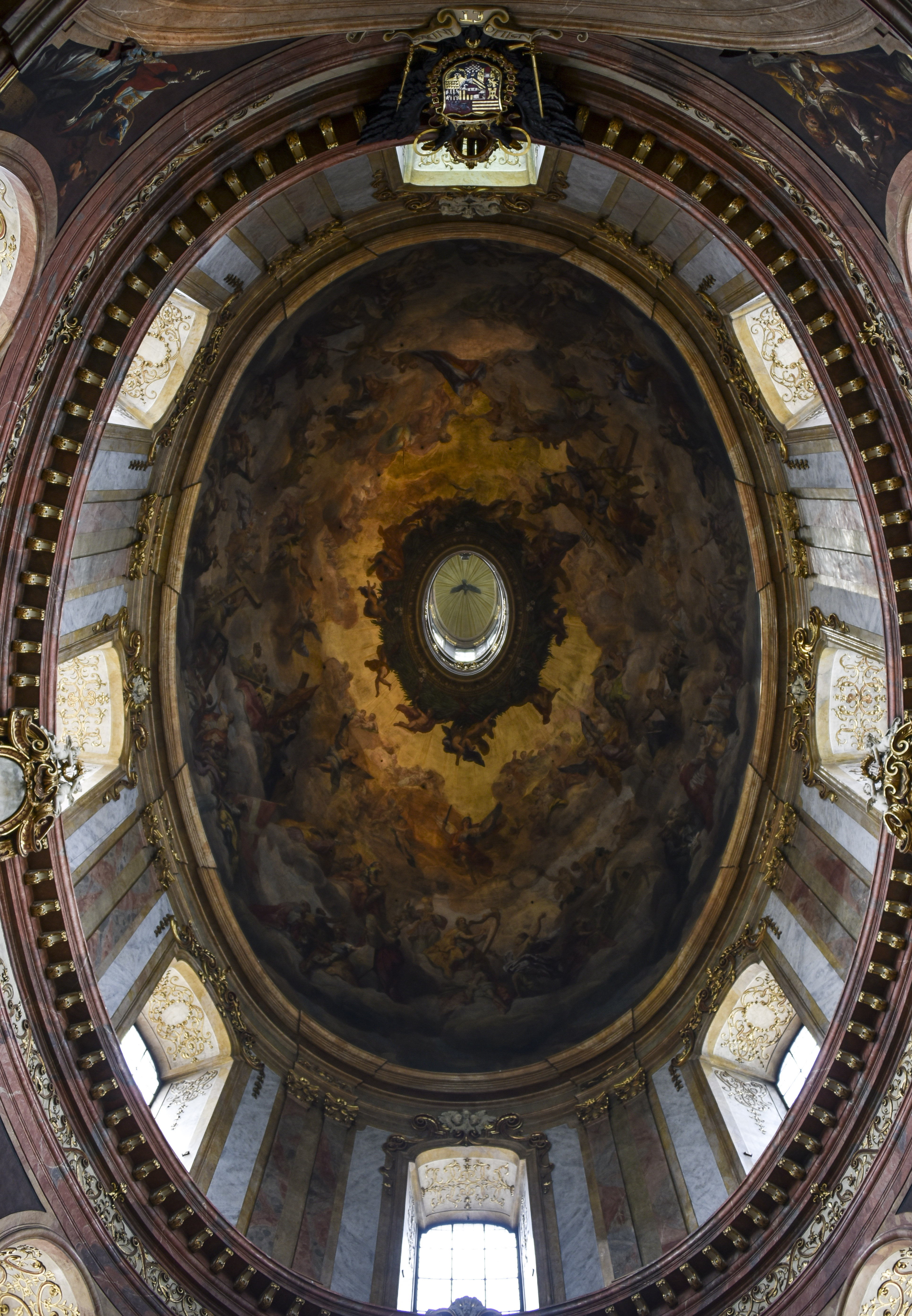
Koepel
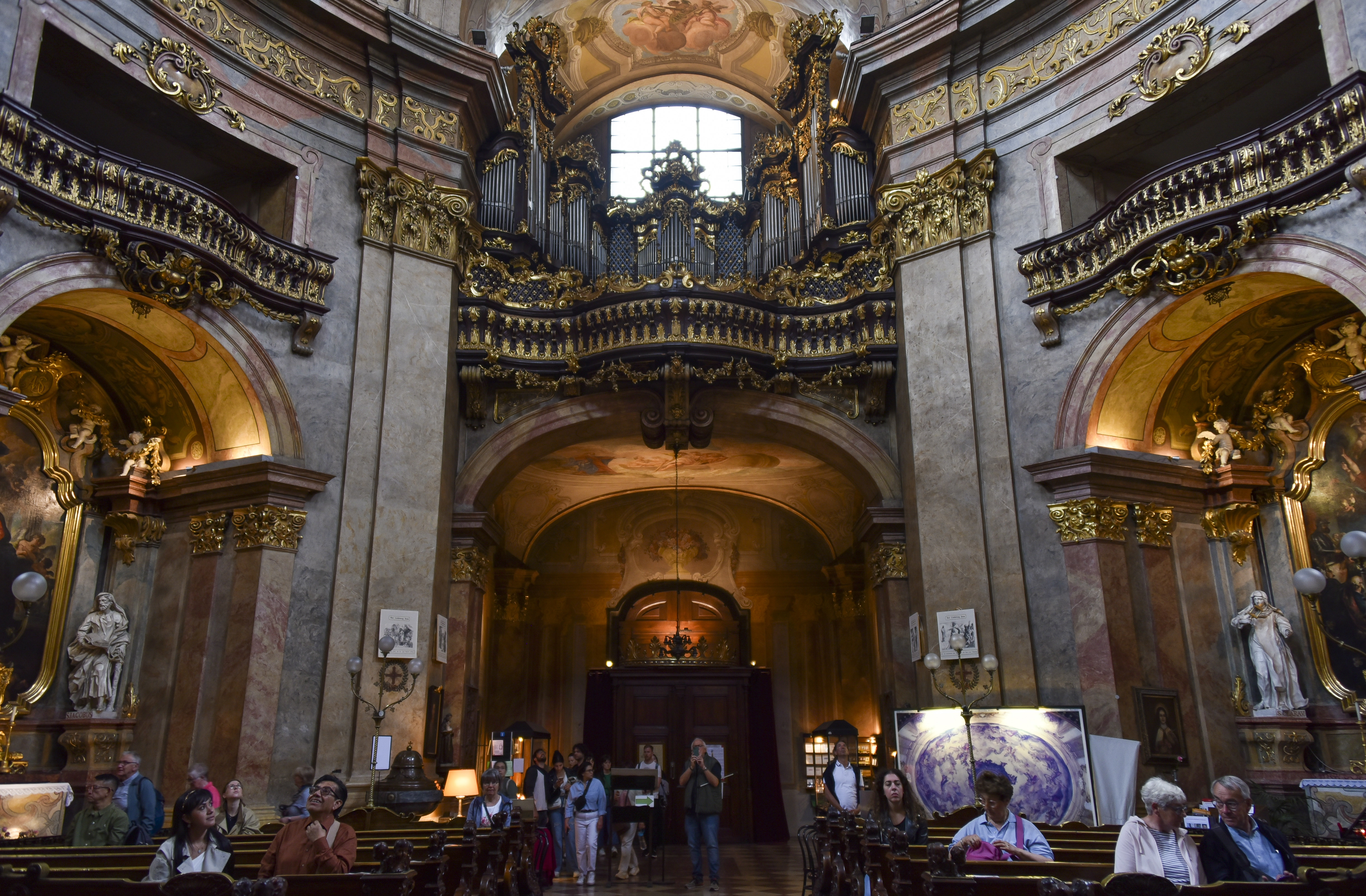
Achterzijde schip met kerkorgel